# سیناپیل الکل
سیناپیل الکل (به انگلیسی: Sinapyl alcohol) با فرمول شیمیایی C۱۱H۱۴O۴ یک ترکیب شیمیایی با شناسه پاب‌کم ۵۲۸۰۵۰۷ است. که جرم مولی آن ۲۱۰٫۲۲۶ g/mol می‌باشد. شکل ظاهری این ترکیب، جامد بی‌رنگ است.